# Škoda 130
O Škoda 130, Škoda 135 e Škoda 136 são três variações de um automóvel com motor traseiro e tração traseira que foi produzido pelo fabricante de automóveis tchecoslovaco AZNP em Mladá Boleslav, Tchecoslováquia, entre 1984 e 1990. O Škoda 130 é conhecido internamente como Tipo 742 e o Škoda 135/136 como Tipo 746. Eles foram desenvolvidos a partir da série Škoda 105/120.

## Introdução
Os primeiros modelos Škoda 130 foram introduzidos em agosto de 1984, logo após os modelos anteriores Škoda 105/120 terem recebido uma leve reformulação. Desenvolvido a partir dos modelos Škoda 105/120 anteriores (alguns dos quais continuaram em produção juntamente com os modelos Škoda 130), a série 130 usava um novo motor de 1289 cc (que produzia 58 CV (43 kW), e que era apenas uma versão ampliada do o motor de 1174 cc usado na série 120). A série 130/135/136 também tinha caixa de câmbio de cinco velocidades, suspensão traseira com braço semi-reboque, bitola mais larga e pinças de disco de freio dianteiro de quatro potenciômetros (as duas últimas já estavam em uso na série 105/120). As versões sedã da nova série 130 estavam disponíveis nas formas 130 L e 130 GL e o modelo cupê era o 130 Rapid que (com exceção de suas especificações mecânicas) eram amplamente idênticos aos 120 LS e GLS Saloons de motor menor e 120 Rapid Coupé.

## Anos finais
A introdução da série Škoda 130, mais tecnicamente inovadora, pode ter sido um sucesso razoavelmente grande para a Škoda, mas o projeto básico de engenharia remontava à década de 1960 e, portanto, estava extremamente desatualizado na década de 1980.
Os modelos finais a evoluir da geração Škoda com motor traseiro foram a série Škoda 135/136, lançada em abril de 1987. Os novos modelos (que estavam disponíveis exatamente nas mesmas formas de modelo da série 130 anterior) tinham um motor aprimorado de 1289 cm3. com cabeçote de alumínio de oito portas (este era o mesmo motor que também foi usado no Škoda Favorit), com potência de 58 CV (43 kW) para os modelos 135 e potência superior de 62 CV (46 kW) para os modelos 136 (que apresentavam taxa de compressão superior aos modelos 135). Estes novos modelos contavam também com uma nova grade frontal (que também foi instalada nos restantes modelos da série 105/120). No interior, a única mudança foi um novo painel de instrumentos.
As versões cupê Rapid das séries 130, 135 e 136 eram conhecidas por serem os únicos carros que se comportavam como o notoriamente agradável, porém temperamental, Porsche 911 da mesma época.
Os Škodas com motor traseiro continuaram em produção até 1990, quando os últimos deixaram as fábricas da Škoda em Kvasiny e Mladá Boleslav.

## Modelo por modelo

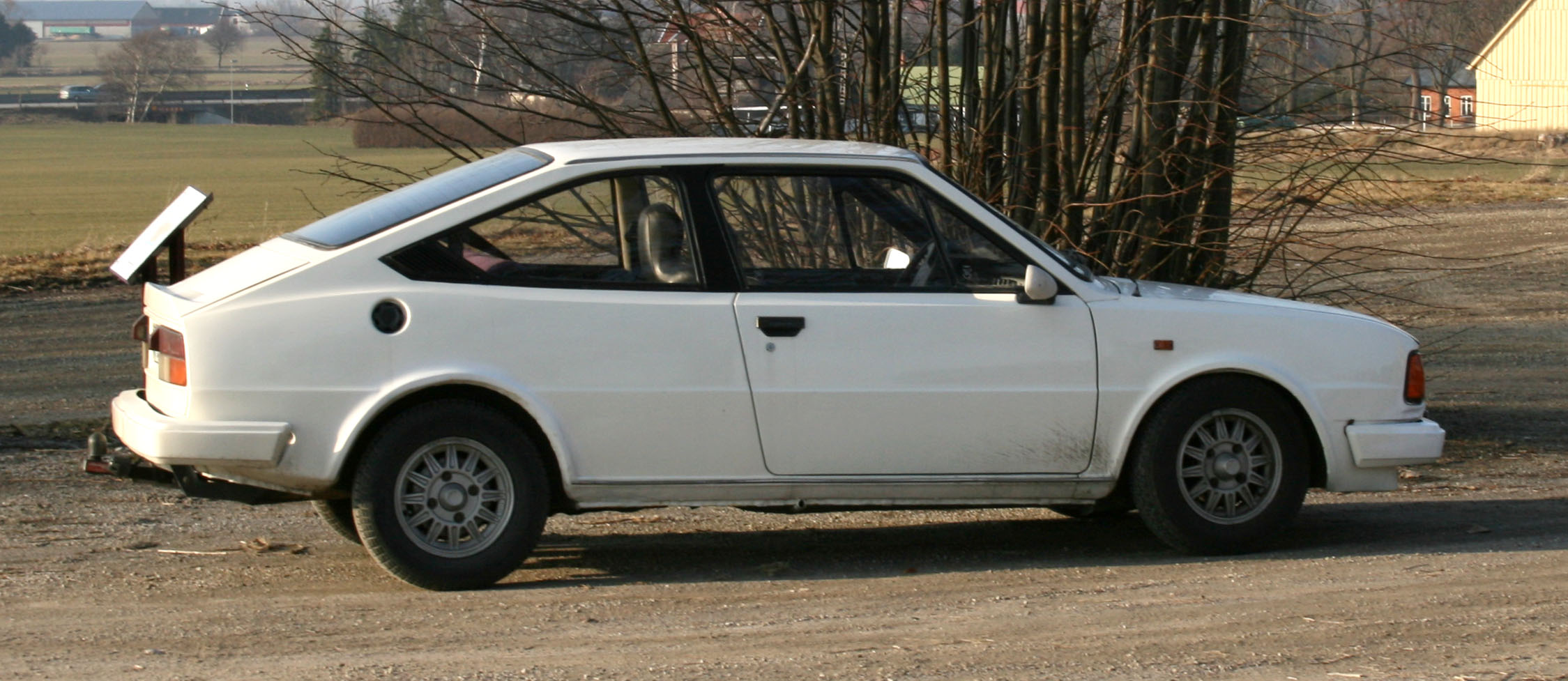
Versão cupê do Škoda 130 G, Škoda Rapid

| MODELO          | TIPO    | PRODUZIDO | MOTOR    | POTÊNCIA      | TRANSMISSÃO             |
| Škoda 130       | 742.13  | 1984–1988 | 1.3 L I4 | 58 hp (43 kW) | Manual de 5 velocidades |
| Škoda 130 Rapid | 743.13  | 1984–1988 | 1.3 L I4 | 58 hp (43 kW) | Manual de 5 velocidades |
| Škoda 135       | 746.135 | 1988–1990 | 1.3 L I4 | 58 hp (43 kW) | Manual de 5 velocidades |
| Škoda 135 Rapid | 747.135 | 1988–1990 | 1.3 L I4 | 58 hp (43 kW) | Manual de 5 velocidades |
| Škoda 136       | 746.136 | 1987–1990 | 1.3 L I4 | 62 hp (46 kW) | Manual de 5 velocidades |
| Škoda 136 Rapid | 747.136 | 1987–1990 | 1.3 L I4 | 62 hp (46 kW) | Manual de 5 velocidades |

### Linha do tempo do Škoda 130/135/136
- Agosto de 1984: Introdução da série Škoda 130. Disponível como: sedã de 4 portas 130 L (Tipo 742.13) e cupê de 2 portas 130 Rapid (Tipo 743.13).
- Agosto de 1986: Introdução do sedã de 4 portas 130 GL.
- Abril de 1987: Introdução da série Škoda 135/136. Disponível como: sedãs de 4 portas 135 L e 135 GL (Tipo 746.135), cupê de 2 portas 135 Rapid (Tipo 747.135), sedãs de 4 portas 136 L e 136 GL (Tipo 746.136) e cupê de 2 portas 136 Rapid (Tipo 747.136).
- Julho de 1988: Fim da produção da série 130.
- Agosto de 1990: Fim da produção da série 135/136, encerrando a produção da geração Škoda com motor traseiro.

### Diferenças de motores
Todos os modelos da linha usavam uma variante do motor Škoda 1298 cc OHV 8V de quatro cilindros em linha. A principal diferença entre os modelos era o cabeçote do motor: o 130 tinha cabeçote de ferro fundido de 5 portas, que não podia usar gasolina sem chumbo, enquanto os motores 135 tinham cabeçote de alumínio de 8 portas, que podia usar gasolina sem chumbo. O motor 136 era igual ao 135, mas com maior taxa de compressão para melhor desempenho.